# 「日本の劇」戯曲賞
「日本の劇」戯曲賞（にほんのげきぎきょくしょう）は、日本劇団協議会が主催する戯曲の賞。 日本劇団協議会が文化庁の新進芸術家育成事業として、舞台芸術創作奨励賞の流れを引き継いで2010年に創設された。応募者の資格は問わないが、日本語で書かれた戯曲で未発表・未上演のものに限られており、脚色も不可。第一次選考を経て最終候補作品を選出。最優秀賞作品は、翌年以降に日本劇団協議会の公演として上演される。

## 受賞者・受賞作品一覧
| 年   | 回 | 受賞作                                                | 佳作                                              | 最終選考作品 |
| ---- | -- | ----------------------------------------------------- | ------------------------------------------------- | --- |
| 2010 | 1  | 今井一隆 『オトカ』                                   |                                                   | 霜康司『巴里漂流記』 今井一隆『オトカ』 辻本久美子『そして、風は流れ続ける』 木戸惠子『お礼参り』 山内登『日常の地獄』 海原卓『死刑を停めた男』 伊藤まゆみ『人知れぬ愛』 神品正子『バラを囲む三人の女』 石田貴志『十六夜哀歌極楽トンボ森の石松』                                                              |
| 2011 | 2  | 鈴木穣 『にわか雨、ときたま雨宿り』                   |                                                   | 小椋由夏『FEVER PITCH（フィーバーピッチ）』 鈴木穣『にわか雨、ときたま雨宿り』 神品正子『高橋経済研究所』 篠本賢一『隅田川の線香花火』 長谷川幸次郎『向日葵村』 |
| 2012 | 3  | ナガイヒデミ 『水の音』                               |                                                   | 堂本甫『ネヴォの周辺』 吉村健二『ツインズ』 篠崎隆雄『頑張れ、高島屋』 辻本久美子『伏見モンマルトル』 岡本守『さよなら、お母さん』 尾崎秀信『レスボスの盃』 坂本正彦『穴』 ナガイヒデミ『水の音』 添谷泰一『シベリア！』                                                                                      |
| 2013 | 4  | 佐々木透 『家族の休日』 芝原里佳 『マッシュ・ホール』 |                                                   | 芝原里佳『マッシュ・ホール』 原武彦『風姿（わさび田と風太鼓）』 松富信男『厳冬』 辻本久美子『その手を離す日が来ても』 沼尻渡『果てんとや燃ゆるねがいはありながら311 石こ賢さとほんたうのさいはひ‐』 谷岡紗智『腹の中の羊』 伊地知克介『とろっか、とろっか』 佐々木透『家族の休日』 山内晶『またねって言って』 |
| 2014 | 5  | 原田ゆう 『君は即ち春を吸ひこんだのだ』               |                                                   | 林信男 『癒しの庭〜小川治兵衛伝〜』 原武彦『女先生ほおずき日誌「うらの顔」』 胡桃沢伸『いずこねぎ』 広島友好『『飛べないくまんばち』 岡林ももこ『出雲阿国―創作「天下一の歌舞伎者」』 粟島瑞丸『サヤ達とドキュメンタリー』 原田ゆう『君は即ち春を吸ひこんだのだ』                                              |
| 2015 | 6  | 西史夏 『檸檬の島』                                   |                                                   | くるみざわしん『せせらぎの輝き』 吉村健二『帽子』 辻本久美子『無言歌』 西上寛樹『がらくたロック！』 太田裕康『エッケ・ホモ』 岡田尚子『つながる』 西史夏『檸檬の島』 太田匂子『みすゞかるちくまのかわのさざれしも』 前田日菜子『マイナス13℃の崩壊』 中越信輔『檄』                                            |
| 2016 | 7  | くるみざわしん 『同郷同年』                           |                                                   | くるみざわしん『同郷同年』 新堂陣『情けで金が稼げるか』 岡田祥吾『MONSTER』 岡田鉄兵『百歳センセイ』 ほしのしんや『廃家と風光』 |
| 2017 | 8  | 該当なし                                              | 辻本久美子 『桜の秋』 ほしのしんや 『空谷の湧水』 | 小宮英嗣『バベルの塔』 辻本久美子『桜の秋』 ほしのしんや『空谷の湧水』 相馬聡廣『想いはレンズを通って 〜ハリーと呼ばれたカメラマン〜』 白木利和『ミュージカル こんにちは 赤ちゃん』 |
| 2018 | 9  | 中越信輔 『酔鯨云々』                                 |                                                   | 佐藤雅俊『浪人生は推薦入試を認めない！』 霜康司『破れ傘 洒落本山東京伝』 澤藤桂『密猟者ジョバンニ「銀河鉄道の夜」より』 中越信輔『酔鯨云々』 |

## 最終選考会・選考委員
- 2010年 - 2010年10月22日

丹野郁弓、土田英生、西川信廣、原田一樹、宮田慶子
- 2011年 - 2011年10月7日

丹野郁弓、土田英生、西川信廣、原田一樹、宮田慶子
- 2012年 - 2012年8月28日

丹野郁弓、土田英生、西川信廣、原田一樹、宮田慶子
- 2013年 - 2013年9月13日

上村聡史、土田英生、原田一樹、宮田慶子、森新太郎
- 2014年 - 2014年8月26日

板垣恭一、上村聡史、内藤裕敬、中屋敷法仁、宮田慶子
- 2015年 - 2015年9月8日

板垣恭一、上村聡史、内藤裕敬、中屋敷法仁、宮田慶子
- 2016年 - 2016年9月23日

板垣恭一、上村聡史、内藤裕敬、中屋敷法仁、宮田慶子
- 2017年 - 2017年9月22日

板垣恭一、上村聡史、内藤裕敬、中屋敷法仁、宮田慶子
- 2018年 - 2018年9月25日

板垣恭一、上村聡史、内藤裕敬、中屋敷法仁、宮田慶子